# القصر الأموي (عمان)

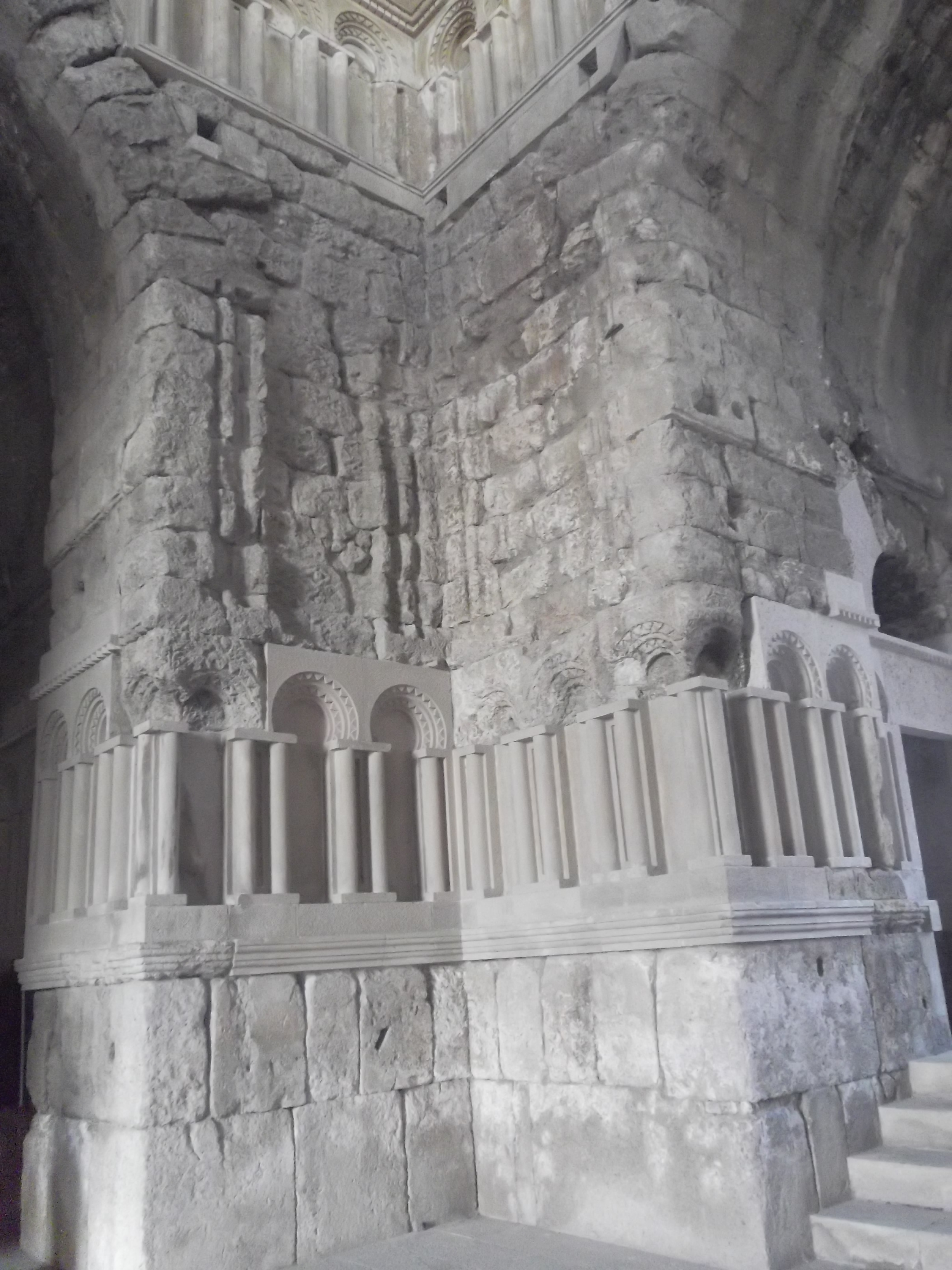
القصر الأموي من الداخل.

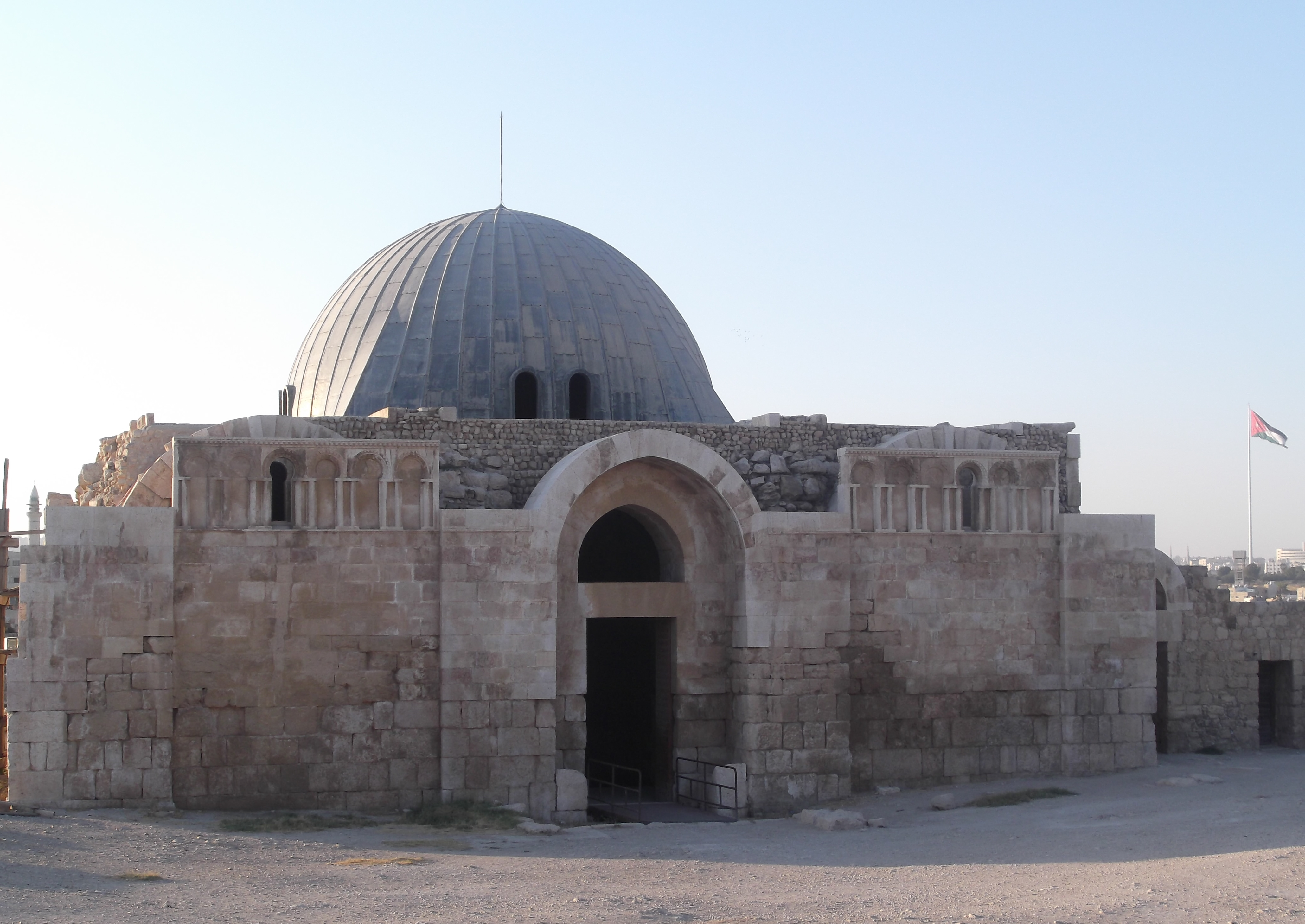
القصر الأموي بجبل القلعة من الخارج.

القصر الأموي قصر أثري قديم، يقع على قمة جبل القلعة في عمان. وهو يعتبر من المباني الهامة التي شيدها الأمويون خلال فترة إقامتهم في عمّان.

## مكونات القصر الأموي

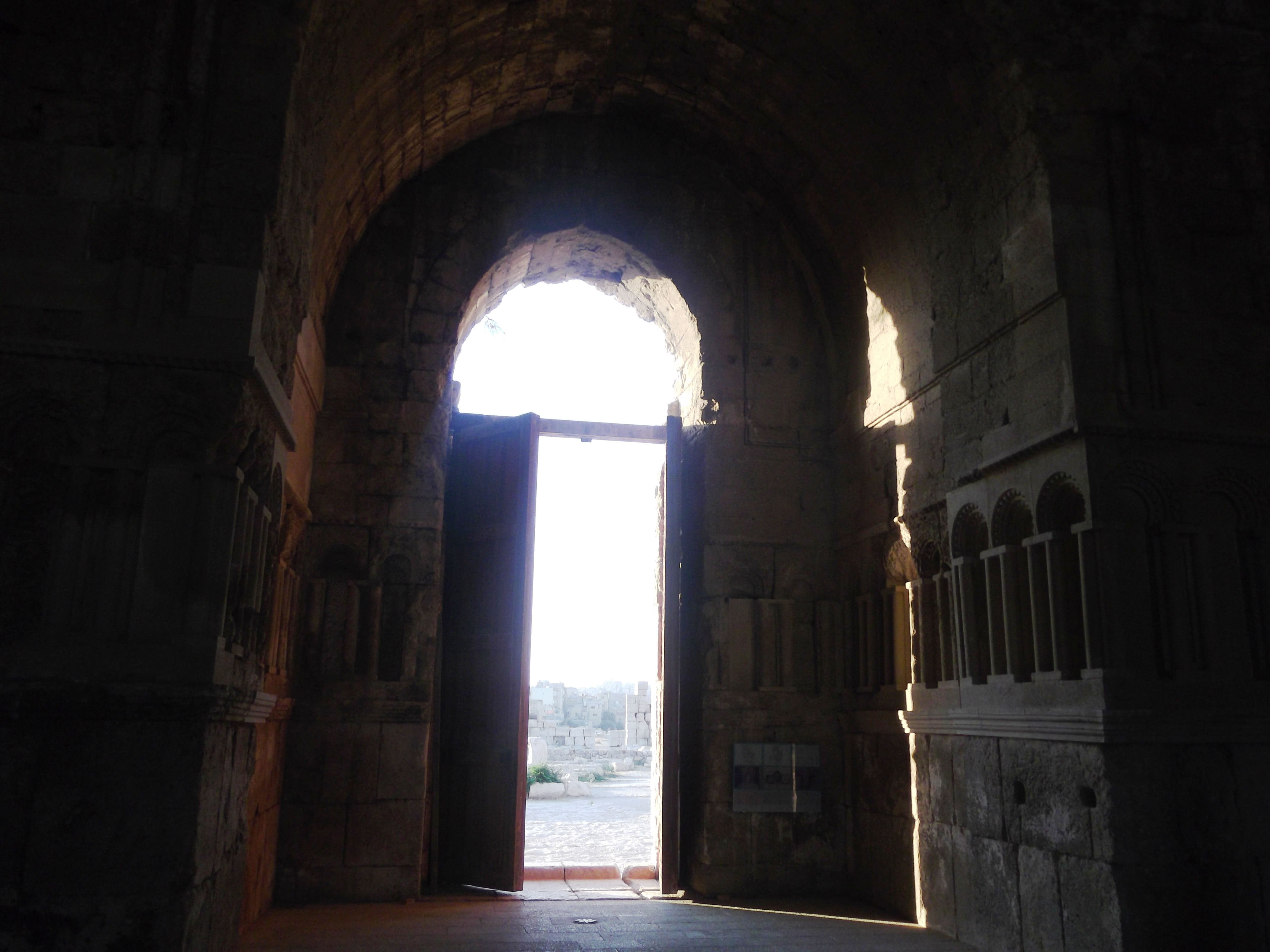
من داخل القصر الأموي بجبل القلعة، عمان.

يوجد القصر الأموي في الطرف الشمالي من جبل القلعة، ويعود تاريخه إلى القرن السادس أو السابع الميلادي ( 730م)، وهو يتكون من ثلاثة أجزاء مختلفة. كما يعتقد أن القصر بني على أساسات رومانية قديمة. يحتوي بناء القصر على قاعة الاستقبال المؤلفة من عدد من الغرف المحيطة بالقاعة الرئيسية، والتي تزين جدرانها بالزخارف الإسلامية المنحوتة في الصخر الطري، وتعلو هذه الجدران أنصاف قباب.
وللقصر بوابتان: الأولى تطلّ على ساحة مركزية مكشوفة، والأخرى على ساحة مربعة أقيمت عند المدخل الأمامي للقصر.

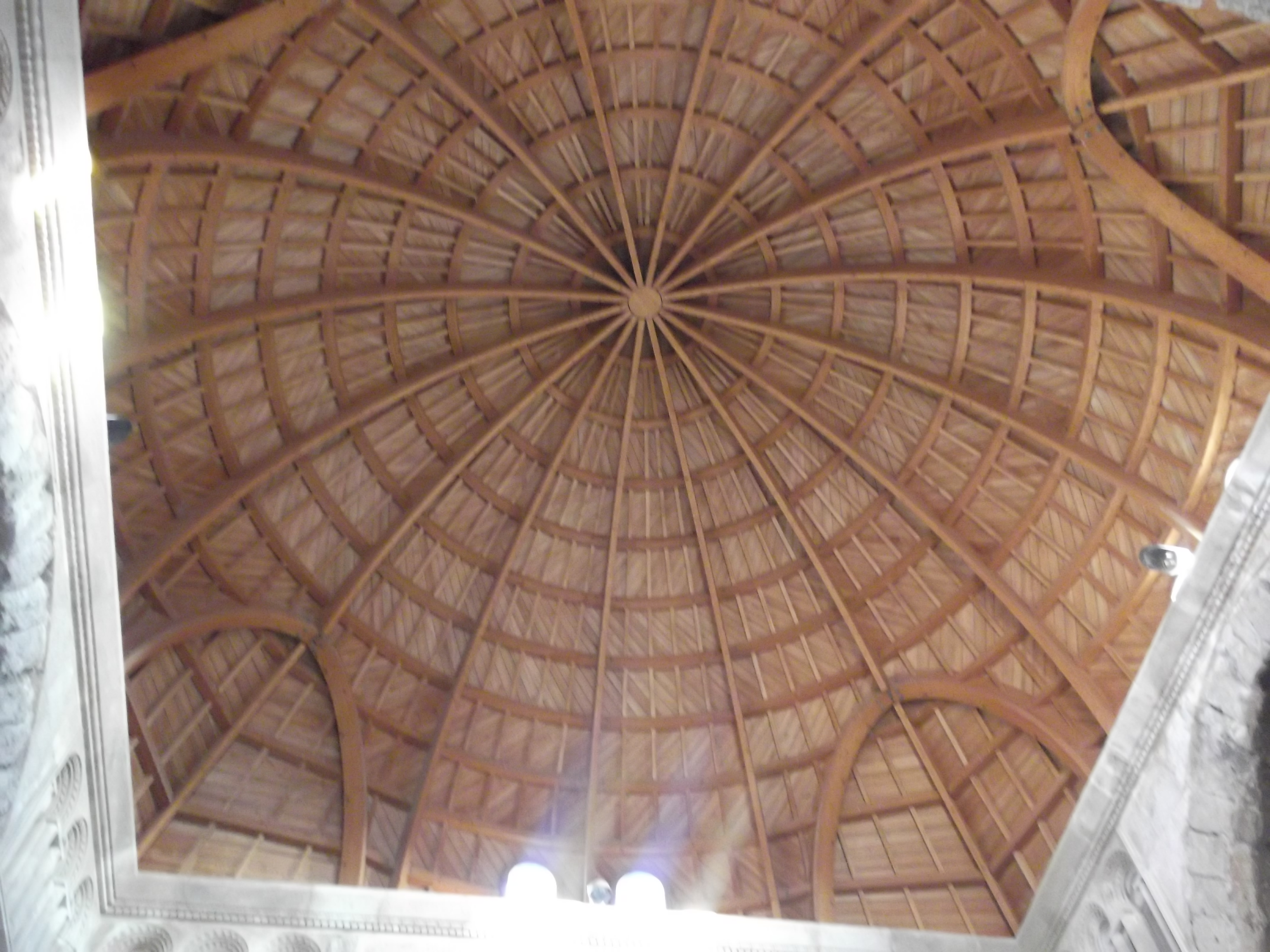
سقف القصر الأموي في عمان.

يتخذ مخطط البوابة شكلاً مصلباً سقّفت أضلاعه بأقبية برميلية وأنصاف قبة، بينما كان يغطّي الجزء المربع الأوسط قبة ربما تكون من الخشب. ويضم القصر أيضاً حجرات مستطيلة مسقوفة ومزخرفة، وتزين جدرانها شبابيك أو نوافذ ذات أقواس وأعمدة، وتحمل كل نافذة فوقها عتبات التي تحمل نوافذ أخرى بحجم أصغر. والزائر للقصر والذي يخرج من القصر، يجد بجانبه بركة قديمة والتي كانت تزود السكان بالماء وقت الحاجة، وهي بركة واسعة ومستديرة الشكل، ومحفورة في الصخر لتجمع المياه في فصل الشتاء.

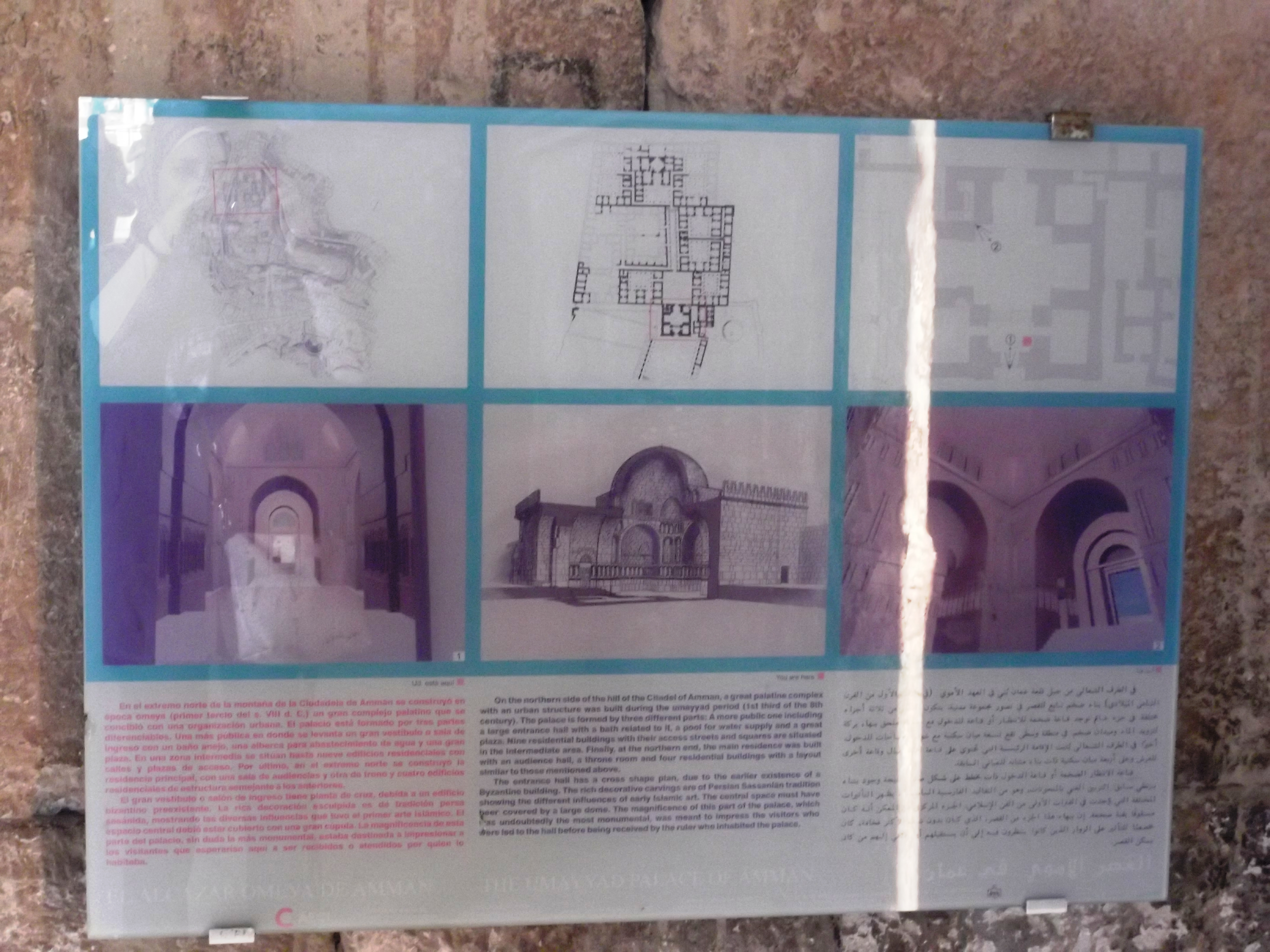
مخطط بناء للقصر الأموي في عمان.